# Palatin
Palatin (från latinets palatinus till palatium, palats) var under senantiken vissa av kejsarens hovämbetsmän, både civila och militära. 
I det Frankiska riket var palatinen ursprungligen högste chef för rättsväsendet. Senare tillsattes där - liksom i det Tyska riket för vissa större områden comes palatines - pfalzgrevar med uppgift att handha den lokala förvaltningen. Därifrån överfördes titeln palatin bland annat till Ungern, där den gavs till rikets högste ämbetsman, kungens ställföreträdare.